# Raffaele Piria
Raffaele Michele Rocco Piria (* Scilla, Calabria, 20 de agosto de 1814 - Turín, 18 de julio de 1865) fue un químico italiano.

## Biografía
Piria estudió medicina y posteriormente realizó estudios de química en París con Jean-Baptiste Dumas.
Fue profesor de química en la Universidad de Pisa a partir de 1842. Entre sus alumnos destacan los químicos Stanislao Cannizzaro y Cesare Bertagnini. Otros alumnos fueron Orazio Silvestri y Paolo Tassinari. Con Carlo Matteucci, fundaron la revista "Il Cimento" (1844) que después se denominó "Il Nuovo Cimento" (1855). Fue comandante del Batallón de Estudiantes en la Batalla de Curtatone y Montanara. En 1852 se convirtió en miembro de la Academia Nacional de Ciencia y en 1856 fue contratado para enseñar química general en la Universidad de Turín. En 1862 fue nombrado senador.

## Obra

Salicina
Ácido salicílico

En su obra destaca el estudio de los aldehídos y cetonas especialmente en el descubrimiento de un método de síntesis de cetonas cíclicas que lleva su nombre (reacción de Piria).
Realizó importantes estudios de sustancias naturales destacando el aislamiento del ácido salicílico. El farmacéutico francés Henri Leroux aisló en 1828 la salicina que es el principio activo que se extrae mayoritariamente, de la corteza del sauce. En 1838, cuando trabajaba en París, Piria consiguió descomponer la salicina en dos compuestos, un azúcar: la D-glucosa, y otro componente: la saligenina, que por oxidación produjo el ácido salicílico o ácido 2-hidroxibenzoico, abriendo el camino hacia sus usos terapéuticos (antipirético, analgésico, etc.) que llevarían a la síntesis del ácido acetilsalicílico por parte del químico francés Charles Frédéric Gerhardt en 1853 comercializando posteriormente con el nombre de Aspirina.